# جورج جيبهاردت
جورج جيبهاردت (بالإنجليزية: George Gebhardt)‏ هو ممثل أمريكي بدأ مسيرته الفنية سنة 1908. ظهر في قرابة 128 فيلما.

## الأعمال
- زوج مدخن
- تلك القبعات الفظيعة

## روابط خارجية
- جورج جيبهاردت على موقع IMDb (الإنجليزية)
- جورج جيبهاردت على موقع قاعدة بيانات الفيلم (الإنجليزية)